# Vadu Moldovei
Vadu Moldovei – wieś w Rumunii, w okręgu Suczawa, w gminie Vadu Moldovei. W 2011 roku liczyła 1265 mieszkańców. 